# Mittelmühle (Rothenburg ob der Tauber)
Mittelmühle ist ein Gemeindeteil der Großen Kreisstadt Rothenburg ob der Tauber im Landkreis Ansbach (Mittelfranken, Bayern). Mittelmühle liegt in der Gemarkung Bettenfeld.

## Geographie
Die Einöde liegt an der Schandtauber. Ein Anliegerweg führt zur Kreisstraße AN 6 (0,5 km südwestlich), über die man zur Staatsstraße 1022 (1 km nördlich) bzw. nach Bettenfeld gelangt (0,7 km südlich).

## Geschichte
Mit dem Gemeindeedikt (frühes 19. Jahrhundert) wurde Mittelmühle dem Steuerdistrikt Lohr und der Ruralgemeinde Bettenfeld zugeordnet. Im Zuge der Gebietsreform in Bayern wurde Mittelmühle am 1. Mai 1978 nach Rothenburg eingemeindet.

### Baudenkmäler
- Haus Nr. 27: Ehemalige Wassermühle mit Scheune und Nebengebäude[6]
- Wegbrücke[6]

### Einwohnerentwicklung
| Jahr      | 001818 | 001840 | 001861 | 001871 | 001885 | 001900 | 001925 | 001950 | 001961 | 001970 | 001987 |
| Einwohner | 12     | 7      | *      | 8      | 9      | *      | *      | *      | 8      | *      | *      |
| Häuser    | 2      | 1      |        |        | 1      | *      | *      | *      | 2      |        | *      |
| Quelle    | [ 8 ]  | [ 9 ]  | [ 10 ] | [ 11 ] | [ 12 ] | [ 13 ] | [ 14 ] | [ 15 ] | [ 16 ] | [ 17 ] | [ 1 ]  |

## Religion
Der Ort ist seit der Reformation evangelisch-lutherisch geprägt und bis heute nach St. Wendel und Hl. Kreuz (Bettenfeld) gepfarrt. Die Einwohner römisch-katholischer Konfession sind nach St. Laurentius (Gebsattel) gepfarrt.